# Ајн Тамр
Ајн Тамр или Аин Тамур (арапски: عين التمر‎) је град у централном Ираку, који се налази око 67 km западно од Кербале, у близини језера Разаза. Оаза Аин Тамр обухвата многа села која су позната по палминим воћњацима и минералној води. Град се сматра једним од главних места датула који су га у стара времена чинили важним чвориштем на путу хаџа.

## Позадина
Град је првобитно био познат као Сетата или Сефата, што у древном јерменском језику значи „бистра вода“ или „чисти извор“, све до 1938. када је преименован у Ајн Тамр, најпознатији као место битке за Ајн Тамр (633).
У региону се налазе многе древне палате и манастири, као што су тврђава Ел Ухаидир, дворац Бардавил, палата Шимон ибн Џабер и црква Ел Акисер (Мини-палата црква) која је једна од најстаријих цркава на Блиском истоку.

## Познате личности
- Ибн Ишак, муслимански историчар и историограф
- Хасан из Басре, познати муслимански проповедник, теолог, научник и оснивач Басраске школе суфизма.
- Ибн Сирин, муслимански мистик и тумач снова.
- Абул Атахија, арапски песник.
- Мухсин Махди, водећи ауторитет арапске историје, филологије и филозофије.